# Matt Ridenton
Matt Ridenton (Auckland, 11 de marzo de 1996) es un futbolista neozelandés que juega como mediocampista en el Lions F. C. de la National Premier Leagues - Queensland.

## Carrera
En 2011 comenzó a jugar para el Auckland City Youth en la ASB Youth League, liga sub-20 de Nueva Zelanda. En 2012 pasó a Nueva Zelanda Norte sub-17, combinado de la misma liga compuesto por los jugadores neozelandeses de la Isla Norte que formaban parte de la selección Sub-17. En 2013 había firmado con el Auckland City para disputar la ASB Premiership 2013-14, pero Ernie Merrick; entrenador del Wellington Phoenix, único equipo profesional del país; se interesó en el y lo fichó para su club. Tuvo una participación irregular en el primer equipo hasta que se afianzó como titular en la temporada 2017-18. Aun así, una vez terminada la competición, firmó con el Newcastle United Jets australiano.

### Clubes
| Club                        | País          | Año       |
| --------------------------- | ------------- | --------- |
| Auckland City F. C.         | Nueva Zelanda | 2013      |
| Wellington Phoenix F. C.    | Nueva Zelanda | 2013-2018 |
| Newcastle United Jets F. C. | Australia     | 2018-2020 |
| Brisbane Roar F. C.         | Australia     | 2020      |
| Wellington Phoenix F. C.    | Nueva Zelanda | 2020-2021 |
| Lions F. C.                 | Australia     | 2022-     |

### Selección nacional
Ganó con la selección neozelandesa sub-17 el Campeonato Sub-17 de la OFC 2013, por lo que disputó también la Copa Mundial de la categoría ese mismo año en donde Nueva Zelanda perdió sus tres encuentros ante Uruguay, Italia y Costa de Marfil. Con el seleccionado Sub-20 jugó la Copa Mundial de 2015.
Hizo su debut con la selección absoluta el 30 de mayo de 2014 en el amistoso ante Sudáfrica que terminó en empate 0-0. Fue parte del plantel que se consagró campeón en la Copa de las Naciones de la OFC 2016.

#### Partidos y goles internacionales
| Partidos y goles internacionales | Partidos y goles internacionales | Partidos y goles internacionales | Partidos y goles internacionales | Partidos y goles internacionales | Partidos y goles internacionales    | Partidos y goles internacionales |
| #                                | Fecha                            | Estadio                          | Rival                            | Resultado                        | Competición                         | Gol(es)                          |
| -------------------------------- | -------------------------------- | -------------------------------- | -------------------------------- | -------------------------------- | ----------------------------------- | -------------------------------- |
| 2014                             |                                  |                                  |                                  |                                  |                                     |                                  |
| 1                                | 30 de mayo                       | Mount Smart Stadium, Auckland    | Sudáfrica                        | 0 – 0                            | Amistoso                            |                                  |
| 2016                             |                                  |                                  |                                  |                                  |                                     |                                  |
| 2                                | 4 de junio                       | Sir John Guise, Puerto Moresby   | Islas Salomón                    | 1 – 0                            | Copa de las Naciones de la OFC 2016 |                                  |
| 3                                | 8 de octubre                     | Nissan Stadium, Nashville        | México                           | 1 – 2                            | Amistoso                            |                                  |
| 4                                | 11 de octubre                    | RFK Stadium, Washington D. C.    | Estados Unidos                   | 1 – 1                            | Amistoso                            |                                  |
| 2018                             |                                  |                                  |                                  |                                  |                                     |                                  |
| 5                                | 2 de junio                       | Mumbai Football Arena, Bombay    | Kenia                            | 1 – 2                            | Copa Intercontinental 2018          |                                  |
| 6                                | 7 de junio                       | Mumbai Football Arena, Bombay    | India                            | 2 – 1                            | Copa Intercontinental 2018          |                                  |

## Palmarés

### Títulos internacionales
| Título                | Club (*)             | País               | Año  |
| --------------------- | -------------------- | ------------------ | ---- |
| Campeonato Sub-17 OFC | Nueva Zelanda sub-17 | Vanuatu            | 2013 |
| Copa de las Naciones  | Nueva Zelanda        | Papúa Nueva Guinea | 2016 |

(*) Incluyendo la selección.